# تامی ساندس (خواننده آمریکایی)
تامی ساندس (انگلیسی: Tommy Sands؛ زادهٔ ۲۷ اوت ۱۹۳۷) خواننده پاپ و بازیگر اهل ایالات متحده آمریکا است. وی از سال ۱۹۴۹ میلادی تاکنون مشغول فعالیت بوده‌است.